# Какофобија
Какофобија је фобија од ружноће. Потиче од грчких речи kakos, што значи ружно и phobos, што значи страх.

## Узроци
Према писању једног медицинског сајта, ово је нова фобија, која је заједно са много других необичних фобија, последњих деценија, а услед модерног начина живота проширила списак фобија. Наиме, савремена култура прилично фаворизује тело и телесно. Тековина савременог друштва је и тзв. индустрија лепоте која удружена са медијима, агресивно намеће идеал лепоте. Модни часописи диктирају пожељан изглед који понекад доминира и приликом апликације за посао, а испред способности и искуства. У прилог томе говоре и захтеви послодаваца да се уз биографију приложи и слика. Од ове фобије не пате само жене, већ и мушкарци, пред којима су такође захтеви да буду у доброј форми и складног, мишићавог тела. Такође, од ове фобије пате и људи који се у друштву сматрају лепима, јер се плаше да ће ту лепоту са годинама изгубити. Због тога се прибегава дијетама, вежбама, па чак и пластичним операцијама. У неким ситуацијама људи се плаше и објеката и ситуација које им изгледају ружни.

## Симптоми
Симптоми су индивидуални, што значи да варирају од особе до особе. Неке особе се само осећају непријатно или се зноје, док друге доживљавају праве нападе панике. Неки од симптома могу бити преосетљивост, сува уста, напетост мишића, отежано дисање... Најчешће они који пате од ове фобије, сами дођу до тог закључка. Лекар тешко може да процени на основу разговора да се ради о овој фобији, али се свакако разговор са стручњаком ради дијагностиковања, препоручује.

## Лечење
С обзиром да је ова фобија социолошки феномен, у њеном лечењу би требало да се ангажују не само психијатри, већ и социолози, психолози, културолози, просветни радници и родитељи, односно породица. Само лечење, које подразумева разговор са стручњацима, као и групне терапије, укључује и неке технике опуштања и хипнотерапије.